# Amalia
Amalia  è un nome proprio di persona italiano femminile.

## Varianti
- Femminili: Amelia[5]
  - Ipocoristici: Malia,[1][2] Malina[1][2]
- Maschili: Amalio[1][2]
  - Ipocoristici: Malio[2]

### Varianti in altre lingue
- Asturiano: Malia[6]
- Basco: Amale[6]
  - Maschili: Amali[6]
- Catalano: Amàlia[6]
  - Maschili: Amali[6]
- Ceco: Amálie[3]
- Croato: Amalija[3]
- Danese: Amalie[3]
- Germanico: Amala,[3] Amalia[3]
- Greco moderno: Αμαλια (Amalia)[3]
- Islandese: Amalía
- Ligure: Malia, Amalia[7]
- Lituano: Amalija[3]
- Norvegese: Amalie[3]
- Olandese: Amalia[3]
- Polacco: Amalia[3]
- Portoghese: Amália[3]
- Rumeno: Amalia[3]
- Slovacco: Amália[3]
- Sloveno: Amalija[3]
- Spagnolo: Amalia[3][6]
  - Maschili: Amalio[6]
- Svedese: Amalia[3]
- Tedesco: Amalia,[3] Amalie[3]
- Ungherese: Amália[3]

## Origine e diffusione
Si tratta di un antico nome germanico, basato sull'elemento amal, interpretabile come "lavoro", "perseveranza", dal quale deriva anche l'etnonimo degli Amali, una delle più potenti dinastie gote; può quindi essere interpretato come "molto attivo", "perseverante", "operoso". Originariamente era un ipocoristico di altri nomi comincianti con tale elemento, quali ad esempio Amalaberga, Amalafrida o Amalasunta. Va notato che alcune fonti danno invece al nome origini greche, da amalos ("debole", "delicato") o da αμελώ (amelo, "trascurare").
Il nome gode di buona diffusione in tutta Italia grazie al culto di una santa Amalia martire a Tavio in Galazia, non riconosciuto però dalla Chiesa cattolica.

## Onomastico
L'onomastico si può festeggiare in una delle date seguenti:
- 24 maggio (o 12 dicembre[4]), santa Ammonaria, rinominata "Amalia" a posteriori, martire con altri compagni ad Alessandria d'Egitto[8]
- 10 luglio, santa Amalberga o Amalia, badessa di Maubeuge[6][9] e santa Amalberga o Amalia, monaca di Temse[10]
- 28 settembre, beata Amalia Abad Casasempere, madre di famiglia uccisa a Benillup, una dei martiri della Guerra Civile Spagnola[9][11]
- 21 novembre, santa Amelberga o Amalia, badessa benedettina a Susteren[9]

Esiste anche un onomastico per la versione maschile al 31 agosto, beato Amalio Zariquiegui Mendoza, religioso e martire della Guerra Civile Spagnola, ucciso con i suoi confratelli.

## Persone

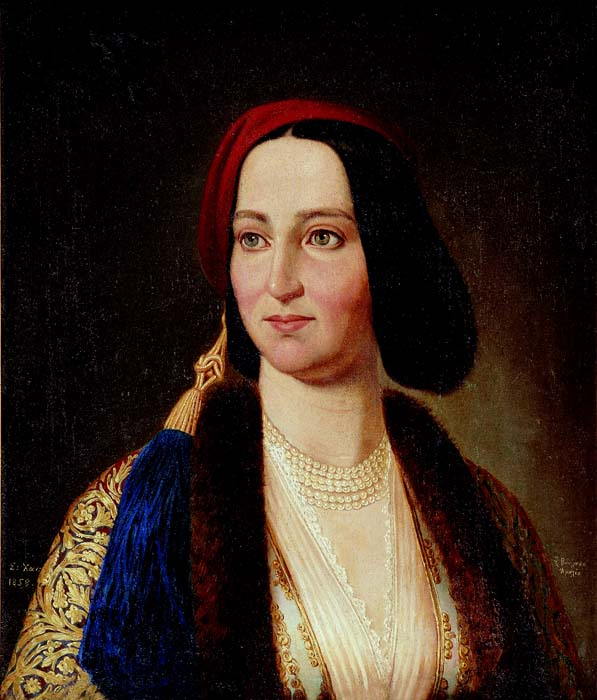
Amalia di Oldenburg

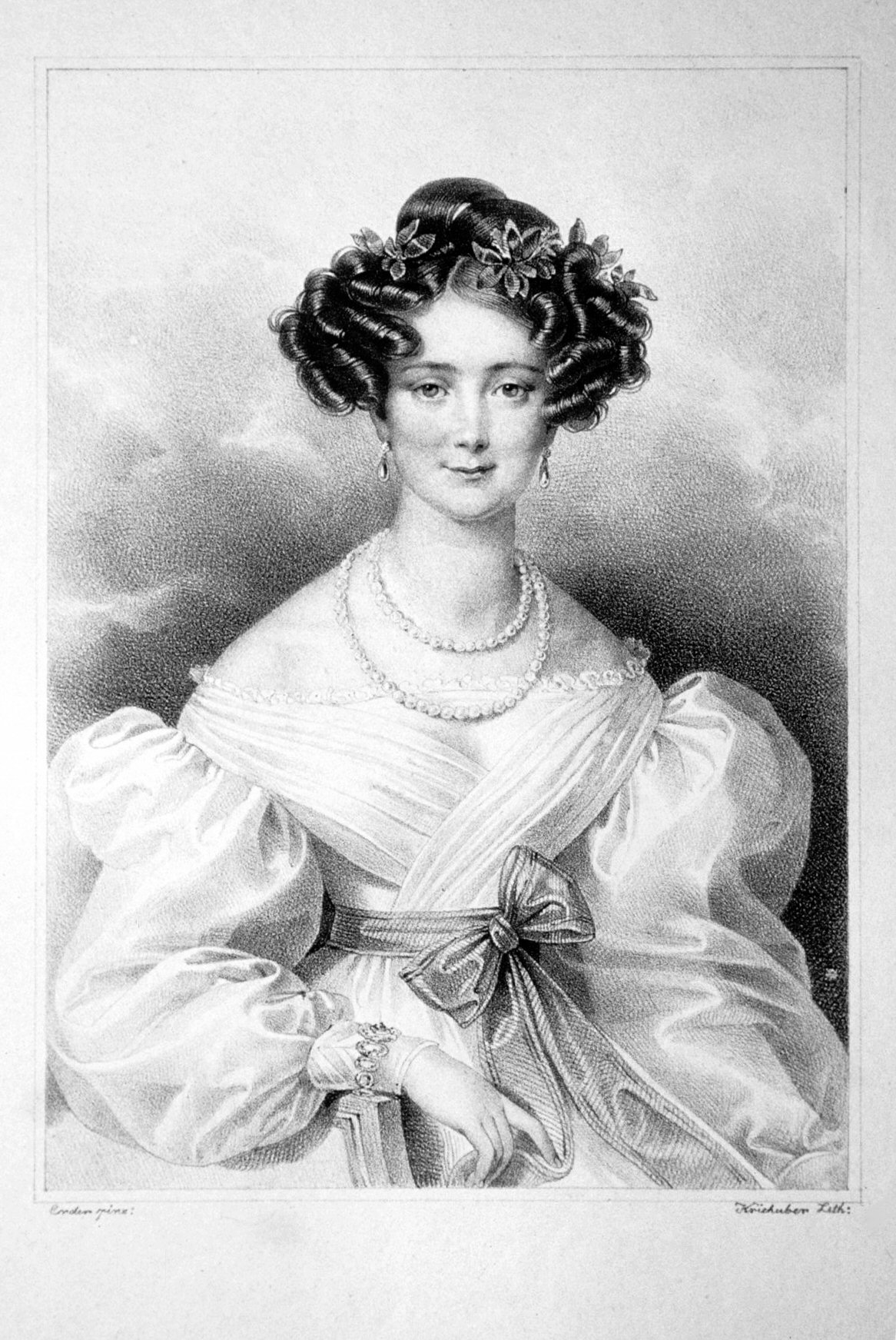
Amalie Haizinger

- Amalia d'Assia-Darmstadt, granduchessa ereditaria di Baden
- Amalia di Curlandia, principessa di Curlandia e langravia consorte di Assia-Kassel
- Amalia Elisabetta di Hanau-Münzenberg, contessa d'Hanau-Münzenberg e reggente di Assia-Kassel
- Amalia di Oldenburg, regina consorte di Grecia
- Amalia Bettini, attrice italiana
- Amalia Brugnoli, ballerina italiana
- Amalia Ercoli-Finzi, accademica, scienziata e ingegnere aerospaziale italiana
- Amalia Ferraris, danzatrice italiana
- Amalia Gré, cantautrice, designer, scultrice e artista digitale italiana
- Amalia Guglielminetti, scrittrice e poetessa italiana
- Amalia Lindegren, pittrice svedese
- Amalia Moretti, giornalista e medico italiana
- Amalia Pellegrini, attrice italiana
- Amalia Pomilio, cestista italiana
- Amalia Popper, traduttrice italiana
- Amalia Sartori, politica italiana
- Amalia Schirru, politica italiana
- Amalia Signorelli, antropologa italiana

### Variante Amalie
- Amalie Beer, salottiera tedesca
- Amalie Dideriksen, ciclista su strada e pistard danese
- Amalie Dietrich, botanica, zoologa ed esploratrice tedesca
- Amalie Haizinger, attrice e cantante tedesca
- Amalie Nöther, matematica tedesca
- Amalie Vangsgaard, calciatrice danese
- Amalie von Wallmoden, nobile tedesca

### Altre varianti
- Amália Rodrigues, cantante e attrice portoghese

## Il nome nelle arti
- Amalia Brentani è un personaggio del romanzo di Italo Svevo Senilità.
- Amalia Califano è un personaggio del film del 1964 Sedotta e abbandonata, diretto da Pietro Germi.
- Amalia Castagnano è la protagonista femminile del film del 1960 Letto a tre piazze, diretto da Steno.
- Amalia Celletti è la protagonista femminile del film del 1960 Il vigile, diretto da Luigi Zampa.
- Amalia Finocchiaro è un personaggio del film del 1972 Mimì metallurgico ferito nell'onore, diretto da Lina Wertmüller.
- Amalia Jovine è la protagonista femminile della commedia di Eduardo De Filippo Napoli milionaria!.
- Amalia Pavinato è un personaggio del film del 1961 Una vita difficile, diretto da Dino Risi.
- Amalia Pecci Bonetti è un personaggio del film del 1985 Amici miei - Atto IIIº, diretto da Nanni Loy.
- Amalia Sacchi è un personaggio della serie televisiva I ragazzi della 3ª C.
- Amalia Vivaldi è la protagonista femminile del film del 1977 Un borghese piccolo piccolo, diretto da Mario Monicelli.
- Amalia von Edelreich è la protagonista femminile del dramma di Friedrich Schiller I masnadieri, nonché dell'omonima opera lirica di Giuseppe Verdi che ne è stata tratta.
- Amalia Negromonte è la protagonista femminile del romanzo Di questa vita menzognera (2003) di Giuseppe Montesano.